# Абу Хафс аль-Урдани
Абу́ Хафс аль-Урдани (Хавс), (Тайсир Абдулла, Абу Хадишах, настоящее имя — Фарид (Фарис) Юсеф (Юсейф) Умейра (Умейрат, Амират); 1973, Эз-Зарка, Иордания — 26 ноября 2006, Хасавюрт, Дагестан, Россия) — иорданский террорист, командир отряда иностранных наёмников в Чечне, принимал участие в боях на стороне сепаратистов во время Первой и Второй чеченских войн, с 2005 года до своей гибели занимал пост заместителя военного амира ГКО — Маджли́суль шура́ ЧРИ.

## Биография
Учился в школе, а затем в местном университете. В 1993 году принимал участие в гражданской войне в Таджикистане.
В 1995 или 1996 году приехал в Чечню для участия в Первой чеченской войне на стороне чеченских сепаратистов. Вступил в отряд Хаттаба, где занимал должность наставника (воспитателя) отряда.
Весной 1996 года принимал участие в нападении боевиков под руководством Хаттаба на военную колонну 245-го мотострелкового полка в окрестностях населённого пункта Ярышмарды (см. Бой у Ярышмарды).
После окончания войны работал инструктором в созданном Хаттабом около села Сержень-Юрт (Шалинский район Чечни) диверсионно-террористическом лагере «Кавказ».
В 1996 году, предположительно, перебрался в Панкисское ущелье Грузии, где проживал в селе Цунибан под именем Амжет. Организовал в Панкисском ущелье несколько лагерей по подготовке боевиков, построил мечеть и занимался вопросами финансирования отрядов сепаратистов.
После смерти Хаттаба 20 марта 2002 года, по просьбе Абу аль-Валида, ставшего новым командиром иностранных боевиков в Чечне, вернулся в Чечню и стал помощником и заместителем аль-Валида (по другой информации со ссылкой на российские спецслужбы — перебрался в Россию через Панкисское ущелье ещё в 1999 году в составе группы из 70 арабов). Некоторое время руководил отрядом, действовавшим преимущественно в юго-восточных районах Чечни.
5 февраля 2003 года государственный секретарь США Колин Пауэлл в своей речи перед Советом Безопасности ООН назвал Абу Хафса представителем «связанной с Ираком террористической сети» Абу Мусаба аз-Заркави.
После гибели Абу аль-Валида 16 апреля 2004 года, Абу Хафс сменил его на должности амира иностранных боевиков и координатора финансовых потоков из-за границы. Одновременно вошёл в состав Государственного комитета обороны — Маджлисуль шура ЧРИ.
Руководил нападением боевиков на село Автуры Шалинского района летом 2004 года, а также многими менее масштабными вылазками боевиков. Абу Хафса как военного стратега ценил Аслан Масхадов, совместно с ним планировавший операции.
По данным спецслужб, Абу Хафс выделил деньги на захват школы № 1 в Беслане в сентябре 2004; им же был профинансирован аналогичный теракт в Дагестане, который, однако, удалось предотвратить.
В 2005 году указом президента ЧРИ Абдул-Халима Садулаева назначен заместителем Военного амира ГКО—Маджлисуль шура. Абу Хафсу было поручено руководство всеми военными операциями на территории Чечни и в сопредельных регионах, прежде всего в Дагестане.
В одном только 2005 году через него было передано более 400 тыс. долларов Масхадову и Садулаеву.
В августе 2006 года был объявлен прокуратурой Чечни в международный розыск.

## Смерть
26 ноября 2006 года Абу Хафс и четыре других боевика были заблокированы в одном из частных домов в городе Хасавюрт (Дагестан). В результате штурма дома спецподразделениями Центра специального назначения ФСБ все боевики были ликвидированы.